# Troy Corser
Troy Gordon Corser es un piloto australiano de motociclismo nacido el 27 de noviembre de 1971 en Wollongong, Australia. Es bicampeón del Mundo de Superbikes, en los años 1996 con Ducati y en 2005 con Suzuki.
Debutó en el mundial de Superbikes en 1992 a bordo de una Yamaha consiguiendo finalizar en la 33.ª posición final del campeonato con 14 puntos.
En 1993 consiguió el título del campeonato australiano de Superbikes y en 1994 obtuvo el título del campeonato estadounidense de Superbikes ( AMA Superbike ).
Para la temporada 1995 volvió al campeonato mundial de Superbikes terminando como subcampeón al conseguir 4 victorias.
Su primer título mundial de Superbikes lo consiguió en la temporada 1996 con Ducati, consiguiendo 7 victorias.
La temporada 1997 supuso su debut en el mundial de 500cc con Yamaha aunque paso con más que pena que gloria al conseguir solo 11 puntos en la temporada y finalizó en 23.ª posición.
Regresó a Superbikes en 1998 enrolado en el equipo oficial de Ducati terminando en tercera posición del campeonato con 2 victorias, posición que repitió en la siguiente temporada con 3 victorias.
Cambió de marca al fichar por Aprilia en la temporada 2000 consiguiendo 5 victorias y finalizando en 3.ª posición. Para la temporada 2001 finalizó en 4.ª posición y consiguió 2 victorias.
Durante la temporada 2002 no compitió debido a que estaba inmerso en programa de preparación de su nueva montura , la Foggy Petronas, preparando el debut de la siguiente temporada de la nueva moto.
En la temporada 2003 volvió con la Foggy Petronas y acusó la juventud de la nueva moto al finalizar en 12.ª posición. La temporada 2004 supuso una mejora y consiguió un podio y acabó en 9.ª posición.
Para 2005 cambió de marca y firmó con el equipo oficial de Suzuki consiguiendo su segundo título mundial de superbikes, saldándose la temporada con 8 victorias y 433 puntos.
La temporada 2006 supuso una caída de rendimiento al no poder revalidar el título y acabó en 4.ª posición con 2 victorias.
Nuevamente en la temporada 2007 de Superbikes cambió de marca y se pasó al equipo oficial de Yamaha compartiendo box con Noriyuki Haga consiguiendo finalizar en 5.ª posición.
En 2008 sigue con el equipo Yamaha en Superbikes.
A pesar de no haber ganado ninguna prueba, termina la temporada en segunda posición debido a su gran regularidad. Consigue un total de 13 podiums: 8 terceros puestos, 5 segundos puestos y 2 vueltas rápidas en carrera, en la segundas mangas de Vallelunga y Misano.
En la 2009 es llamado al recientemente formado equipo oficial de BMW para formar equipo con el subcampeón del mundo Rubén Xaus. Aunque la moto tiene una base excelente, todavía no está a la altura de las grandes marcas japonesas, y termina la temporada en decimotercera posición con un 5.º puesto en la segunda manga de la República Checa como mejor resultado.

## Resultados

### Campeonato del Mundo de Motociclismo
Sistema de puntuación de 1993 hasta 2022:
| Posición | 1.º | 2.º | 3.º | 4.º | 5.º | 6.º | 7.º | 8.º | 9.º | 10.º | 11.º | 12.º | 13.º | 14.º | 15.º |
| Puntos   | 25  | 20  | 16  | 13  | 11  | 10  | 9   | 8   | 7   | 6    | 5    | 4    | 3    | 2    | 1    |

#### Por temporada
| Temp. | Cat.  | Moto   | Equipo                 | Carreras | Victorias | Podios | Poles | V.Rap. | Pts. | Pos  |
| ----- | ----- | ------ | ---------------------- | -------- | --------- | ------ | ----- | ------ | ---- | ---- |
| 1997  | 500cc | Yamaha | Yamaha Promotor Racing | 7        | 0         | 0      | 0     | 0      | 11   | 23.º |
| 1997  | 500cc | Yamaha | Red Bull Yamaha WCM    | 7        | 0         | 0      | 0     | 0      | 11   | 23.º |
| Total |       |        |                        | 7        | 0         | 0      | 0     | 0      | 11   |      |

#### Carreras por año
(Carreras en negrita indica pole position, carreras en cursiva indica vuelta rápida)
| Año  | Cat.  | Moto   | 1      | 2       | 3       | 4      | 5       | 6      | 7      | 8   | 9   | 10  | 11  | 12  | 13  | 14  | 15  | Pts. | Pos. |
| ---- | ----- | ------ | ------ | ------- | ------- | ------ | ------- | ------ | ------ | --- | --- | --- | --- | --- | --- | --- | --- | ---- | ---- |
| 1997 | 500cc | Yamaha | MAL 13 | JPN Ret | ESP Ret | ITA 12 | AUT Ret | FRA 14 | NED 14 | IMO | GER | BRA | GBR | CZE | CAT | INA | AUS | 11   | 23.º |

### Campeonato Mundial de Superbikes

#### Carreras por año
(Carreras en negrita indica pole position, carreras en cursiva indica vuelta rápida)
| Año  | Moto     | 1       | 1      | 2       | 2       | 3       | 3       | 4       | 4       | 5       | 5       | 6       | 6       | 7       | 7       | 8       | 8       | 9       | 9       | 10      | 10      | 11      | 11      | 12      | 12      | 13      | 13      | 14      | 14    | Pos. | Pts.  |
| Año  | Moto     | R1      | R2     | R1      | R2      | R1      | R2      | R1      | R2      | R1      | R2      | R1      | R2      | R1      | R2      | R1      | R2      | R1      | R2      | R1      | R2      | R1      | R2      | R1      | R2      | R1      | R2      | R1      | R2    | Pos. | Pts.  |
| ---- | -------- | ------- | ------ | ------- | ------- | ------- | ------- | ------- | ------- | ------- | ------- | ------- | ------- | ------- | ------- | ------- | ------- | ------- | ------- | ------- | ------- | ------- | ------- | ------- | ------- | ------- | ------- | ------- | ----- | ---- | ----- |
| 1995 | Ducati   | GER 10  | GER 8  | ITA 3   | ITA 3   | GBR 2   | GBR Ret | SMR Ret | SMR Ret | ESP 3   | ESP 5   | AUT 3   | AUT 1   | USA 2   | USA 1   | EUR 2   | EUR 6   | JPN 1   | JPN 8   | NED 3   | NED Ret | INA 2   | INA 2   | AUS 1   | AUS 3   |         |         |         |       | 2.º  | 339   |
| 1996 | Ducati   | SMR 2   | SMR 2  | GBR 1   | GBR 1   | GER Ret | GER Ret | ITA 5   | ITA 4   | CZE 1   | CZE 1   | USA 2   | USA 2   | EUR Ret | EUR 1   | INA 6   | INA 5   | JPN 4   | JPN 9   | NED 4   | NED 2   | ESP 1   | ESP 1   | AUS 3   | AUS NC  |         |         |         |       | 1.º  | 369   |
| 1998 | Ducati   | AUS 2   | AUS 6  | GBR 2   | GBR 2   | ITA 3   | ITA 4   | ESP 2   | ESP 3   | GER 7   | GER 3   | SMR 2   | SMR 2   | RSA Ret | RSA 7   | USA 1   | USA 2   | EUR 7   | EUR 1   | AUT 6   | AUT 5   | NED 3   | NED 3   | JPN DNS | JPN DNS |         |         |         |       | 3.º  | 328.5 |
| 1999 | Ducati   | RSA 2   | RSA 3  | AUS 1   | AUS 1   | GBR 6   | GBR 3   | ESP 7   | ESP 6   | ITA 4   | ITA 4   | GER 3   | GER 1   | SMR 2   | SMR 2   | USA 6   | USA 2   | EUR 5   | EUR 13  | AUT Ret | AUT 2   | NED 2   | NED 2   | GER Ret | GER 7   | JPN 8   | JPN 14  |         |       | 3.º  | 361   |
| 2000 | Aprilia  | RSA 4   | RSA 3  | AUS Ret | AUS 1   | JPN 9   | JPN 5   | GBR 8   | GBR Ret | ITA 8   | ITA 6   | GER 7   | GER 6   | SMR 1   | SMR 1   | ESP 1   | ESP 5   | USA 3   | USA 1   | EUR 6   | EUR Ret | NED 4   | NED 7   | GER 7   | GER Ret | GBR 7   | GBR 3   |         |       | 3.º  | 310   |
| 2001 | Aprilia  | ESP 1   | ESP 1  | RSA 3   | RSA 3   | AUS 6   | AUS C   | JPN 2   | JPN 6   | ITA Ret | ITA Ret | GBR 11  | GBR 3   | GER 5   | GER 7   | SMR 7   | SMR 9   | USA 3   | USA 2   | EUR 8   | EUR 13  | GER 9   | GER 11  | NED 6   | NED 3   | ITA 2   | ITA Ret |         |       | 4.º  | 284   |
| 2003 | Petronas | ESP Ret | ESP 7  | AUS 5   | AUS 8   | JPN Ret | JPN 12  | ITA 13  | ITA Ret | GER 12  | GER 14  | GBR 16  | GBR Ret | SMR 7   | SMR 10  | USA 8   | USA Ret | EUR Ret | EUR Ret | NED 6   | NED 9   | ITA 7   | ITA 7   | FRA 8   | FRA Ret |         |         |         |       | 12.º | 107   |
| 2004 | Petronas | ESP Ret | ESP 11 | AUS 13  | AUS 5   | SMR 2   | SMR 7   | ITA 9   | ITA 5   | GER 4   | GER Ret | GBR 7   | GBR 9   | USA 10  | USA Ret | EUR 5   | EUR Ret | NED 10  | NED 7   | ITA 12  | ITA 10  | FRA Ret | FRA 7   |         |         |         |         |         |       | 9.º  | 146   |
| 2005 | Suzuki   | QAT 1   | QAT 3  | AUS 1   | AUS 1   | ESP 1   | ESP 1   | ITA 1   | ITA 3   | EUR 2   | EUR 2   | SMR 3   | SMR 3   | CZE 1   | CZE 2   | GBR 1   | GBR 2   | NED 4   | NED 4   | GER 3   | GER 13  | ITA 2   | ITA C   | FRA 5   | FRA 4   |         |         |         |       | 1.º  | 433   |
| 2006 | Suzuki   | QAT 4   | QAT 1  | AUS 1   | AUS Ret | ESP 2   | ESP 2   | ITA 3   | ITA 2   | EUR Ret | EUR 6   | SMR Ret | SMR Ret | CZE 5   | CZE 4   | GBR 6   | GBR 6   | NED Ret | NED Ret | GER 3   | GER 14  | ITA Ret | ITA 9   | FRA 3   | FRA 2   |         |         |         |       | 4.º  | 254   |
| 2007 | Yamaha   | QAT 9   | QAT 3  | AUS 5   | AUS 5   | EUR 2   | EUR 3   | SPA 4   | SPA 9   | NED 17  | NED 4   | ITA 5   | ITA 6   | GBR 3   | GBR C   | SMR 2   | SMR 5   | CZE 7   | CZE Ret | GBR 2   | GBR 3   | GER 3   | GER 5   | ITA Ret | ITA 4   | FRA 3   | FRA 4   |         |       | 5.º  | 296   |
| 2008 | Yamaha   | QAT 3   | QAT 7  | AUS 2   | AUS Ret | ESP 3   | ESP 5   | NED 5   | NED 10  | ITA 12  | ITA 8   | USA 2   | USA Ret | GER 4   | GER 2   | SMR 2   | SMR 5   | CZE 2   | CZE 4   | GBR 8   | GBR 3   | EUR Ret | EUR 3   | ITA 3   | ITA 3   | FRA 6   | FRA 3   | POR 3   | POR 6 | 2.º  | 342   |
| 2009 | BMW      | AUS 8   | AUS 22 | QAT 9   | QAT 9   | ESP Ret | ESP 15  | NED 10  | NED 10  | ITA Ret | ITA DNS | RSA     | RSA     | USA 15  | USA 17  | SMR Ret | SMR 19  | GBR Ret | GBR 20  | CZE 5   | CZE 10  | GER 8   | GER 6   | ITA 11  | ITA Ret | FRA 9   | FRA 10  | POR Ret | POR 9 | 13.º | 96    |
| 2010 | BMW      | AUS 9   | AUS 7  | POR 9   | POR 10  | ESP 4   | ESP 12  | NED 5   | NED 5   | ITA 8   | ITA 3   | RSA 12  | RSA 7   | USA 5   | USA 5   | SMR 3   | SMR 10  | CZE DNS | CZE DNS | GBR 10  | GBR Ret | GER Ret | GER 12  | ITA 15  | ITA 11  | FRA Ret | FRA Ret |         |       | 11.º | 165   |
| 2011 | BMW      | AUS 10  | AUS 19 | EUR 9   | EUR 13  | NED 6   | NED Ret | ITA 7   | ITA 5   | USA 13  | USA Ret | SMR Ret | SMR DNS | ESP 10  | ESP Ret | CZE     | CZE     | GBR 9   | GBR Ret | GER 15  | GER 12  | ITA 12  | ITA Ret | FRA 9   | FRA 9   | POR 14  | POR 16  |         |       | 15.º | 87    |